# Аксиньина (Брянская область)
Аксиньина (Аксиньино) — деревня в Карачевском районе Брянской области России. Входит в состав Карачевского городского поселения.

## География
Деревня находится в восточной части Брянской области, в зоне хвойно-широколиственных лесов, в 1,5 км к северу от шоссе Р120 Брянск—Орёл.
Улица одна — Лермонтова.

### Климат
Климат умеренно континентальный с теплым летом и умеренно морозной зимой. Годовое количество осадков — 500—600 мм. Средняя температура января составляет −8,6°, июля — +18,6°.

## История
Упоминается с XVII века в составе Подгородного стана Карачевского уезда; в XVIII—XIX вв. — владение Лодыженских, Яковлевых, Хитрово и других помещиков. Состояла в приходе городской Преображенской церкви, а с 1806 — Архангельского собора.
До 1929 года входила в Карачевский уезд (с 1861 — в составе Драгунской волости, с 1924 в Карачевской волости). До 1930-х гг. являлась центром Аксиньинского сельсовета, затем до 2005 года — в Первомайском сельсовете.

## Население
| 2010 | 2013 |
| ---- | ---- |
| 19   | ↗35  |

| Годы      | 1866 | 1887 | 1926 | 1979 | 1989 | 2002 | 2010 |
| --------- | ---- | ---- | ---- | ---- | ---- | ---- | ---- |
| Население | 190  | 291  | 559  | 95   | 41   | 20   | 32   |

## Инфраструктура
Личное подсобное хозяйство с зоной сельскохозяйственного использования, индивидуальная застройка усадебного типа.

## Транспорт
Просёлочная дорога.